# Nicolás Ronchi
Nicolás Ronchi (Montevideo, 17 de mayo de 1983) es un voleibolista uruguayo. Comenzó a jugar a voleibol a los 17 años siendo designado en 2001 mejor promesa del voleibool uruguayo y en 2003 mejor atacante. En 2005 se marcha a jugar a España jugando en CV Benidorm (2005-06), CV San Boi (2006-07), CV Elche (2007-08), CAV Ucam Murcia (2008-10), Vecindario (2010-11) y Cajasol (2011-12), Club Voleibol Teruel (2012-13) y Club Voleibol Eivvisa (2013-2014).